# Raneferef
Raneferef (v alternativním čtení Neferefre) byl panovník 5. dynastie ve starověkém Egyptě v období Staré říše. Vládl jen krátce, uvádí se ~rok 2404 př. n. l.

## Pyramida

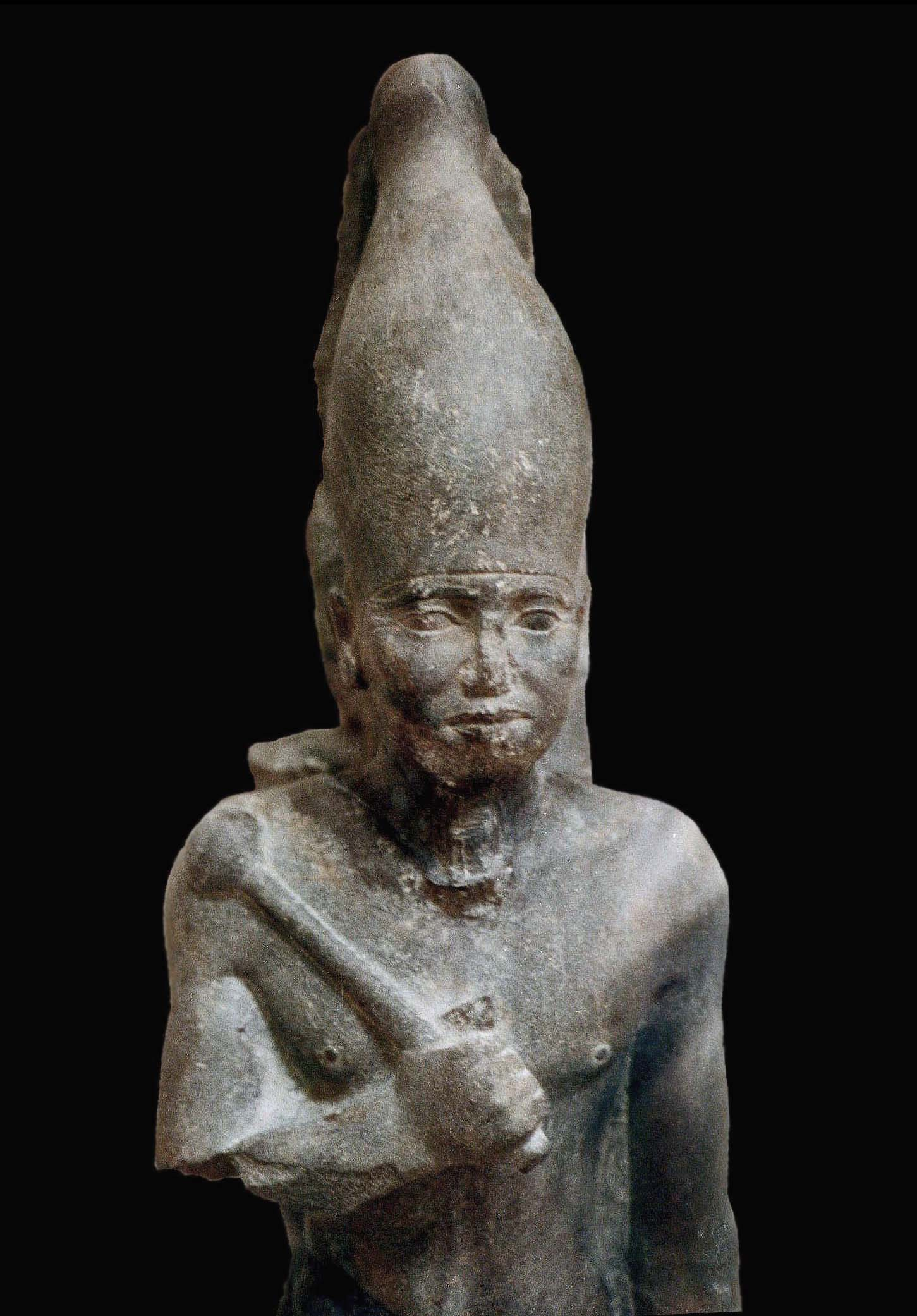
Raneferefova socha ze zádušního chrámu

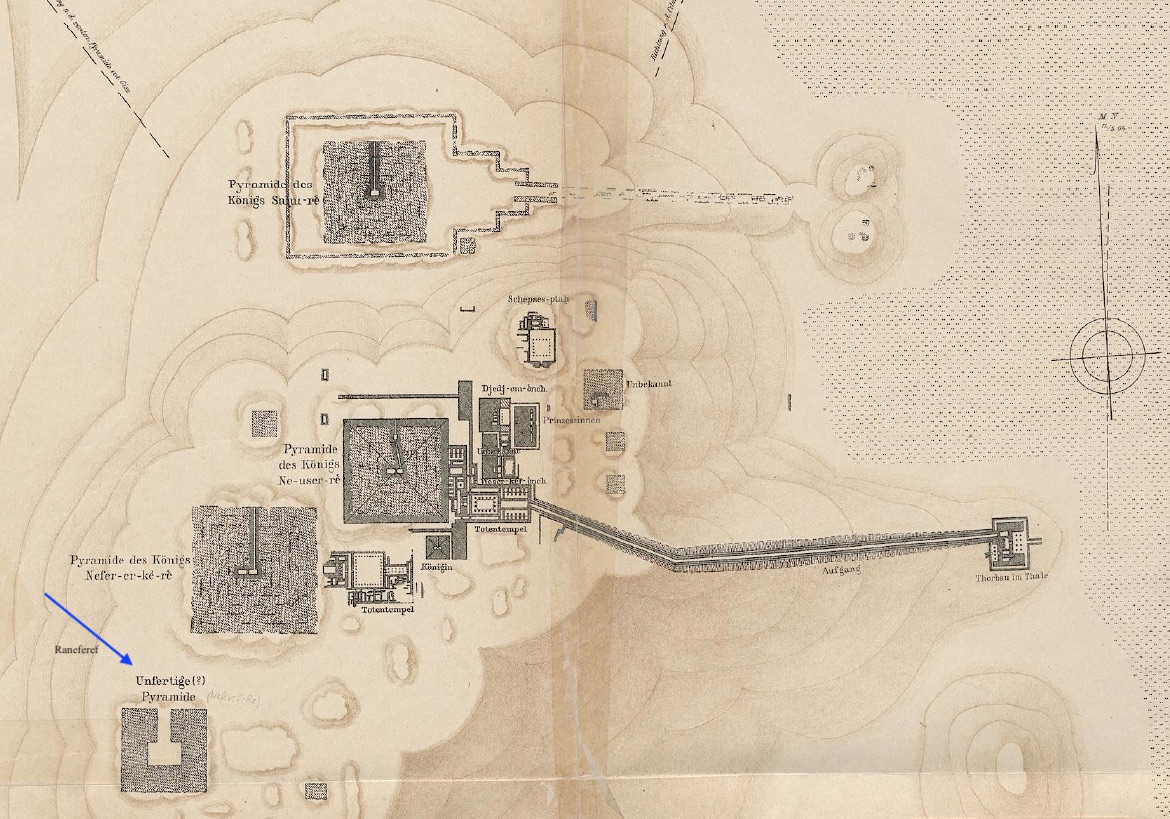
Mapa Abúsírské nekropole podle L. Borchardta 1907

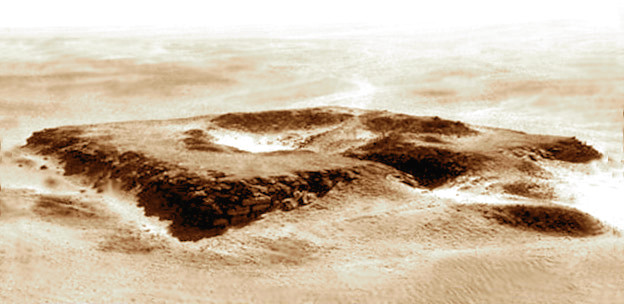
Nedokončená Raneferefova pyramida

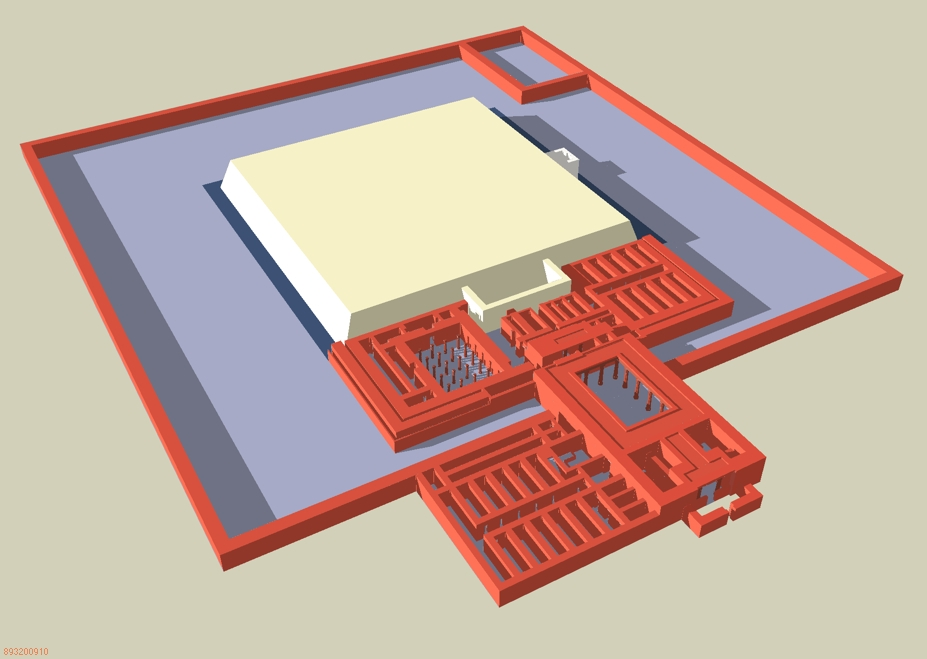
Model nedokončené Raneferefovy pyramidy

V Abúsíru, se vyskytují tři dominantní pyramidy faraonů Sahure, Neferirkare a Niuserre. Poměrně detailní archeologické  výzkumy v Egyptě na přelomu 19.–20. století prováděl Ludwig Borchardt, v rámci německých expedicí, kromě jiných i v Abusíru (roku 1901), kde zkoumal i nedokončenou pyramidu, o které předkládal, že mohla být vybudována pro Reneferefa. Když se mu nepodařilo najít vstup do vnitřních prostor, práce ukončil, taky asi vzhledem k nepřízni počasí, jak zmiňuje ve své práci z roku 1907.
Na jižním poli Abúsíru, kde československá archeologie získala koncesi na prospekci lokality, si na podkladě Borchardtových zápisů z jeho vykopávek v Abúsíru čeští egyptologové v 80. letech určili další směr výzkumu nedokončené pyramidy s cílem objasnit její původ a potvrdit, že stavitelem byl Raneferef. V letech 1980–1990 byl odkryt vstup do pyramidy a postupně se zdokumentovala celá vnitřní substruktura, včetně pohřební komory. Raneferef stavbu své pyramidy zahájil se čtvercovou základnou (78,5×78.5 m), ale jeho předčasná smrt stavbu vzápětí přerušila. Dokončil ji až jeho nástupce a mladší bratr Niuserre, a to jen do navýšení ~7 m  a upravil její vnitřní substrukturu. Stěny pyramidy byly obložené žlutošedým vápencem se sklonem 78 %, takže  místo pyramidy vlastně vznikla mastaba. U vstupu do spodních prostor se nacházela kaple, ve které se konaly obřady Nefereferova zádušního kultu. V následujících letech byl odkryt vstup do pyramidy a postupně se zdokumentovala celá vnitřní substruktura, včetně pohřební komory. Z původní výbavy se zachovaly jen nepatrné polorozpadlé zbytky, alabastrové kanopy, fragmenty sarkofágu a část mumie, která byla antropologicky posouzena s odhadem na stáří při úmrtí asi na 20–23 roků. Podle dalších poznatků to byla zřejmě mumie Raneferefova. Nejcennějším nálezem byla Raneferefova soška z růžového vápence, sedícího na trůnu s ochranou sokolího boha Hora. Na základně sošky bylo vyryto hieroglyfické jméno krále. Je uložena v Egyptském Muzeu v části významnějších nálezů ze Staré říše.

## Sluneční chrám
O Raneferefově slunečním chrámu se nalezla jen krátká zmínka v hrobce královského úředníka z 5. dynastie Tyho, a také podle nápisu v hrobce úředníka Ceje, který byl představeným pyramid a slunečních chrámů v období 5. dynastie, víme, že Raneferefův sluneční chrám se jmenoval „Reův obětní oltář“, nicméně vlastní stavba slunečního chrámu nebyla dosud odhalena.

## Zádušní chrám
Nejstarší stavební fáze výstavby Raneferefova zádušního chrámu byla na východní straně nedokončené pyramidy (mastaby), přímo u její stěny. Byla vybudována ze sušených cihel. Komplex postrádá údolní chrám a přístupovou cestu. Stavitelé rozsah stavby značně zredukovaly po předčasné smrti panovníka. Zádušní chrám, ve kterém se po nějakou dobu udržoval Raneferefův kult, byl jednou z dřívějších staveb v komplexu. Ve vstupní intimní části byly prostory, kde se odehrávaly obětní obřady, byl zde oltář pro oběti zvířat, nejčastěji uctívaných býků, včetně místnosti pro porážku a zpracování, tak zvaný „Dům nože“. V další dostavbě se budova zvýšila o jedno patro. Dostavěla se síň se sloupy s motivy stvolů papyrusu, v nikách byly zřejmě vystaveny královské sochy. Cenným archeologickým nálezem v jámě pod podlahou síně byly různorodé  kultovní předměty, které vlastně tvořily zakládací obřadní depozit zádušních prostorů. Kultovní obřady, které zaměstnávaly řadů kněží a práce dalších skupin služebníků, byly zásobovány z centrálních zdrojů panovníka. S odstupem od Raneferefovy smrti kultovní obřady ochabovaly, až úplně zanikly a v budovách zádušního chámu byly jen sklady. Ty také časem zanikly a vlastní archeologický průzkum nacházel jen zlomky artefaktů překrytých vrstvou prachu.

## Geneze papyrů

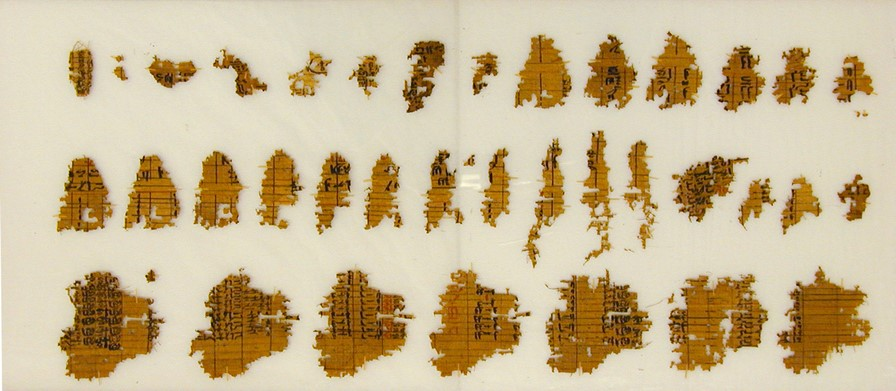
Zlomky Abúsírských papyrů

Nálezy zápisů na papyrových svitcích popsaných hieratickým písmem (odvozených od hieroglyfického), v převážné většině však jen zlomků – útržků, byly od počátků egyptské archeologie vysoce ceněné a v historickém kontextu je docenil až jejich systematickým výzkumem, katalogizace a způsob jejich čtení s historickou interpretací. Postupně se soustřeďovaly v muzejních ale i soukromých sbírkách. Vědecký rozbor a překlady textů se dají datovat přibližně od roku 1973, kdy se sestavil soupis depozit v Britském Museu. Posléze vznikl soupis i z dalších významných muzejních sbírek, který publikoval J. Černý. Papyry, které byly rozšifrovány a interpretovány, pocházejí převážně ze Střední říše a později, které ale poskytují informace i o dobách starších, je vícero a jsou souhrnně publikovány například v práci Jamese Henryho Breasteda. Příkladně to jsou Turínský královský papyrus, medicínský Ebersův papyrus, soubor papyrů z ostrova Elefantina z hrobky hornoegyptského místokrále Harchufa ze 6. dynastie, papyrus Westcar, Harrisův papyrus z 20. dynastie a vlády Ramesse III., který se zachoval v perfektním stavu a délce 41 m  a 1500 řádků hieratického textu. Obsahoval soupis majetku říše, povinností panovníka vůči chrámům, který zdědil Ramesse IV., Rhindův matematický papyrus a četné další. Ovšem, jak konstatuje Breasted, autentické papyry ze Staré říše se nacházejí jen v zlomcích roztroušených po různých muzeích a soukromých sbírkách. Patrně nejvíce se jich nachází v Britském a Berlínském muzeu.

## Raneferefův archiv papyrů
Česká archeologická expedice v Reneferefově komplexu v roce 1981 při průzkum zádušního chrámu, kromě jiných artefaktů, odkryla v několika částech chrámu více než 2000 zlomků papyrů se záznamy v hieratickém písmu. K jejich zpracování a čtení písemných záznamů byla přizvána Paule Posenerová-Kriégerová, která již získala zkušenosti a znalosti s jejich čtením v historických souvislostech při zpracování Neferirkarova archivu. Ten byl již objeven Borchardtem v letech 1900–1908 a zlomky papyrů byly uloženy v depozitu muzea v Berlíně, přičemž již dříve u starožitníků odkoupené nálezy se dostaly do sbírek několika egyptologů.
Zlomky papyrů z Raneferefova archivu po jejich pracném přečtení a roztřídění, obsahovaly účetnické údaje o výnosech chrámu a dodávkách z vnějších zdrojů, inventáře chrámu aj. Trvání kultu vyžadovalo pravidelnost dodávek potravin a dalších produktů nezbytných pro zádušní obřady ale také   zásobování kněží a dalšího skupin služebníků. Zajímavé jsou i záznamy o dodaných tkaninách, oleje, kadidla aj. Celkové vývody z provedeného rozboru ukazují, že se podrobně zaznamenávaly pohyby jednotlivých komodit, inventáře chrámů, povinností kněží a obslužných skupin, které se ve službě pravidelně střídaly a také jména odpovědných osob. Byl to zaužívaný evidenční systém ekonomického zabezpečení královských pohřebních kultů. Ve srovnání s již zmíněným archivem Neferirkarovým uvádí Málek, že Raneferefův archiv je srovnatelně významný, dokumentující charakter administrativního řízení ekonomiky. Soubor papyrů v obou archivech, spolu s nálezy v chrámovém komplexu královny Chentkaus II., je často označován jako „Abúsírské papyry“.
Je zřejmé, že popisovaný administrativní systém  se rozvinul a uplatňoval již v  předchozí 4. dynastii, především při stavbě velkých pyramid na Gízské planině. Logistické procesy nezbytné pro zabezpečení jejich organizované výstavby, včetně přičleněných zádušních komplexů, potvrdily rozsáhlé archeologické výzkumy popisované v pracích Marka Lehnera (* 1950) a Zahiho Hawasse.
Egypt v období Staré říše byl centrálně spravovaný stát s plánovanou ekonomikou v čele s králem, který byl absolutním vlastníkem všech jejích zdrojů a jehož pravomoci byly prakticky neomezené. Jeho vůli zabezpečoval byrokratický aparát úředníků „vezírů“, kněží a podřízených lokálních vládců. Je přirozené, že se přenesl i do praxe následující 5. dynastie. Důsledkem ovšem byl značně zvýšený počet úředníků, kněží a příbuzenských vrstev, které ke konci 5. dynastie oslabovali centrální systém řízení státu a v následující 6. dynastii se tak prohluboval mocenský rozklad společnosti až přerostl do období označovaného jako První přechodná doba.